# جوني لونغ
جوني لونغ (بالإنجليزية: Johnny Long)‏ هو موزع أمريكي، ولد في 1916، وتوفي في 31 أكتوبر 1972.

## وصلات خارجية
- جوني لونغ على موقع IMDb (الإنجليزية)
- جوني لونغ على موقع ميوزك برينز (الإنجليزية)
- جوني لونغ على موقع ديسكوغز (الإنجليزية)